# Yên Dũng
Yên Dũng is een district in de Vietnamese provincie Bắc Giang. Het ligt in het noordoosten van Vietnam. Het noordoosten van Vietnam wordt ook wel Vùng Đông Bắc genoemd.
Yên Dũng ligt op de noordelijke oever van de Cầu. Ook de Thương stroomt door het district. Beide rivieren stromen later samen en vormen samen met de Đuống de Thái Bình.

## Administratieve eenheden
Yên Dũng bestaat uit twee thị trấns en negentien xã's.
- Thị trấn Neo
- Thị trấn Tân Dân
- Xã Cảnh Thụy
- Xã Đồng Phúc
- Xã Đồng Việt
- Xã Đức Giang
- Xã Hương Gián
- Xã Lãng Sơn
- Xã Lão Hộ
- Xã Nham Sơn
- Xã Nội Hoàng
- Xã Quỳnh Sơn
- Xã Tân An
- Xã Tân Liễu
- Xã Tân Tiến
- Xã Thắng Cương
- Xã Tiến Dũng
- Xã Tiền Phong
- Xã Trí Yên
- Xã Tư Mại
- Xã Xuân Phú
- Xã Yên Lư

Hoofdstad: Bắc Giang

Huyện: Hiệp Hoà · 
Lạng Giang · 
Lục Nam · 
Lục Ngạn · 
Sơn Động · 
Tân Yên · 
Việt Yên · 
Yên Dũng · 
Yên Thế